# Suaeda vermiculata
Suaeda vermiculata là loài thực vật có hoa thuộc họ Dền. Loài này được Forssk. ex J.F.Gmel. miêu tả khoa học đầu tiên năm 1776.